# Lukas Fähndrich
Lukas Fähndrich (* 26. August 1984) ist ein Schweizer Fussballschiedsrichter. Seit 2014 leitet er Spiele der Super League und ist seit 2020 FIFA-Schiedsrichter.
Fähndrich gab sein Debüt in der höchsten Schweizer Fussballliga gegen Ende der Saison 2013/14, als er im April 2014 das Spiel FC Thun gegen FC St. Gallen leitete. Seit der nachfolgenden Spielzeit gehört er zum regelmässigen Kader der Unparteiischen und steht mittlerweile bei 140 Einsätzen (Stand Januar 2025). Höhepunkt seiner nationalen Laufbahn war die Leitung des Cup-Finals 2023 zwischen den Young Boys Bern und dem FC Lugano (Endstand 3:2).
Zum Jahresbeginn 2020 wurde Fähndrich für die FIFA-Liste gemeldet, was ihn zur Leitung internationaler Partien berechtigt. Sein offizielles Debüt auf diesem Parkett gab er im August des gleichen Jahres in der 2. Qualifikationsrunde der UEFA Europa League bei der Begegnung Glentoran FC gegen HB Tórshavn. Seitdem kommt er vereinzelt zu Spielleitungen in den Vereins- und Nationalmannschaftswettbewerben der UEFA.
Zusätzlich verzeichnet Fähndrichs Einsatzstatistik Spielleitungen in der zyprischen Liga und dem zyprischen Cup.

## Persönliches
Fähndrich arbeitet als Berufsschullehrer und lebt in Luzern.